# Finale de la Coupe des clubs champions européens 1965-1966
La finale de la Coupe des clubs champions européens 1965-1966 est la dixième finale de la Coupe des clubs champions européens. 
Elle est remportée par le Real Madrid CF aux dépens du Partizan Belgrade sur le score de 2-1. Il s'agit de la huitième finale du club madrilène qui est couronné pour la sixième fois. Le joueur emblématique de l'équipe à cette époque, Francisco Gento, soulève le trophée.

## Parcours des finalistes
Note : dans les résultats ci-dessous, le score du finaliste est toujours donné en premier (D : domicile ; E : extérieur).
| Real Madrid         | Real Madrid | Real Madrid | Real Madrid |                     | Partizan Belgrade | Partizan Belgrade | Partizan Belgrade | Partizan Belgrade | Partizan Belgrade |
| ------------------- | ----------- | ----------- | ----------- | ------------------- | ----------------- | ----------------- | ----------------- | ----------------- | ----------------- |
| Adversaire          | Total       | Aller       | Retour      | Tour                | Adversaire        | Total             | Aller             | Retour            |                   |
| Feyenoord Rotterdam | 6 - 2       | 1 - 2 (E)   | 5 - 0 (D)   | Premier tour        | FC Nantes         | 4 - 2             | 2 - 0 (D)         | 2 - 2 (E)         |                   |
| Kilmarnock FC       | 7 - 3       | 2 - 2 (E)   | 5 - 1 (D)   | Huitièmes de finale | Werder Brême      | 3 - 1             | 3 - 0 (D)         | 0 - 1 (E)         |                   |
| RSC Anderlecht      | 4 - 3       | 0 - 1 (E)   | 4 - 2 (D)   | Quarts de finale    | Sparta Prague     | 6 - 4             | 1 - 4 (E)         | 5 - 0 (D)         |                   |
| Inter               | 2 - 1       | 1 - 0 (D)   | 1 - 1 (E)   | Demi-finales        | Manchester United | 2 - 1             | 2 - 0 (D)         | 0 - 1 (E)         |                   |

## Feuille de match
Equipe expérimentée, le Partizan Belgrade parvient en première période à contrer la vitesse du Real Madrid et s'offre les meilleures occasions par l'intermédiaire de Milan Galić qui par deux fois bute sur le gardien José Araquistáin en un contre un. Les deux équipes regagnent le vestiaire avec un score de parité 0-0.
Au retour des vestiaires, le Partizan garde le pied sur le ballon et ouvre le score à la 55e minute par Velibor Vasović à la suite d'un corner. Les Yougoslaves décident alors de reculer sur le terrain pour contrôler le score mais les Madrilènes sur une contre-attaque égalisent par Amancio Amaro à la 70e minute puis prennent l'avantage avec une frappe des vingt mètres de Serena trompant Milutin Šoškić. Madrid conserve ce score et s'adjuge sa sixième Coupe des clubs champions de l'histoire.
C'est la fin d'une époque pour la Partizan qui voit de nombreux joueurs quitter le club après cette finale à l'image de Milutin Šoškić, Fahrudin Jusufi, Velibor Vasović, Vladimir Kovačević, Milan Galić et de leur entraîneur Abdullah Gegiç.
| 11 mai 1966 | Real Madrid              | 2 – 1   | Partizan Belgrade | Stade du Heysel, Bruxelles                        |                                                   |
| 19:30 CET   | Amancio 70e · Serena 76e | (0 – 0) | 55e Vasović       | Spectateurs : 46 745 Arbitrage : Rudolf Kreitlein | Spectateurs : 46 745 Arbitrage : Rudolf Kreitlein |
| 19:30 CET   | Rapport                  |         |                   | Spectateurs : 46 745 Arbitrage : Rudolf Kreitlein | Spectateurs : 46 745 Arbitrage : Rudolf Kreitlein |

| Real Madrid | Partizan Belgrade |

|              |    |                         |  |
|              |    |                         |  |
| G            | 1  | José Araquistáin        |  |
| DD           | 2  | Pachín                  |  |
| DC           | 5  | Pedro de Felipe         |  |
| DC           | 6  | Ignacio Zoco            |  |
| DG           | 3  | Manuel Sanchís Martínez |  |
| MC           | 4  | Pirri                   |  |
| MC           | 10 | Manuel Velázquez        |  |
| MOD          | 7  | Fernando Serena         |  |
| ATT          | 8  | Amancio Amaro           |  |
| ATT          | 9  | Ramón Grosso            |  |
| MOG          | 11 | Francisco Gento         |  |
| Entraîneur : |    |                         |  |
| Miguel Muñoz |    |                         |  |

|                |    |                     |  |
|                |    |                     |  |
| G              | 1  | Milutin Šoškić      |  |
| DD             | 2  | Fahrudin Jusufi     |  |
| DG             | 3  | Ljubomir Mihajlović |  |
| MC             | 4  | Radoslav Bečejac    |  |
| DC             | 5  | Velibor Vasović     |  |
| DC             | 6  | Branko Rašović      |  |
| MOD            | 7  | Mane Bajić          |  |
| MC             | 8  | Vladica Kovačević   |  |
| ATT            | 9  | Mustafa Hasanagić   |  |
| ATT            | 10 | Milan Galić         |  |
| MOG            | 11 | Josip Pirmajer      |  |
| Entraîneur :   |    |                     |  |
| Abdullah Gegić |    |                     |  |